# 니시나메리카와역
니시나메리카와역(일본어: 西滑川駅)은 일본 도야마현 나메리카와시에 위치한 도야마 지방 철도 본선의 철도역이다. 단선 승강장 1면 1선의 구조를 갖춘 지상역이다.

## 역 주변
- 나메리카와 시립 다나카 소학교
- 나메리카와 시립 나메리카와 중학교
- 도야마 현립 나메리카와 고등학교

## 역사
- 1913년 6월 25일 : 다테야마 게이벤 철도의 니시나메리카와역으로서 개업.
- 1921년 2월 20일 : 미즈하시구치 역으로 개칭.
- 1958년 10월 2일 : 다시 니시나메리카와역으로 개칭.

## 인접 역
| 도야마 지방 철도 본선        | 도야마 지방 철도 본선 | 도야마 지방 철도 본선            |
| ---------------------------- | --------------------- | -------------------------------- |
| 니시카즈미 덴테쓰토야마 방면 | ■ 본선                | 나카나메리카와 우나즈키온센 방면 |